# Carlos Pachamé
Carlos Pachamé (25 de febrer de 1944) és un futbolista argentí. Va disputar 9 partits amb la selecció de l'Argentina.

## Estadístiques
| Selecció de l'Argentina | Selecció de l'Argentina | Selecció de l'Argentina |
| Anys                    | Partits                 | Gols                    |
| ----------------------- | ----------------------- | ----------------------- |
| 1967                    | 4                       | 0                       |
| 1968                    | 0                       | 0                       |
| 1969                    | 5                       | 0                       |
| Total                   | 9                       | 0                       |